# 王懿栄

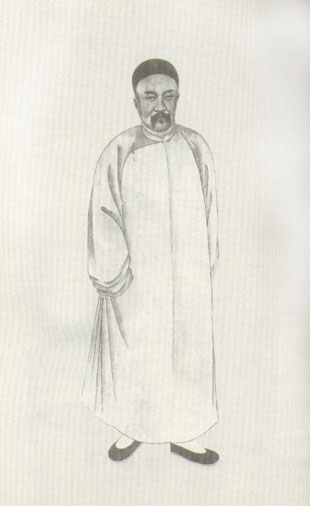
王懿栄の肖像画（『清代学者象伝』）

王 懿栄（おう いえい、拼音: Wáng Yìróng、1845年 - 1900年8月14日）は、清末の金石学者・古物収集家。字は正孺、号は廉生。甲骨文字の発見者として知られる。

## 経歴
1845年、山東省登州府福山県生まれ。1880年に進士となり、1895年には国子監祭酒（教育行政の長官）に任命された。金石文を愛好し、骨董品をコレクションしていた。
1900年、義和団の乱が発生すると京順団練大臣に任命されたが、八カ国連合軍が北京に入城すると井戸に身を投じて自殺した。死後、文敏の諡号を贈られた。

## 業績
1898年、薬店で竜骨（獣の骨や亀の甲羅）を買い求めたところ、文字が書かれているのを発見した。食客の劉鶚と研究した結果、これは古代中国の文字、すなわち亀甲獣骨文字であり、時代は殷のものと確定させた。
煙台市福山区に王懿栄紀念館がある。

## 著作
これらは全て『王文敏公遺集』に収録されている。
- 『福山金石志』
- 『天壌閣雑記』
- 『漢石存目』
- 『求闕文斎文存』
- CiNii著作(王懿栄)